# پال باترفیلد
پال باتِرفیلد (به انگلیسی: Paul Butterfield) (زادهٔ ۱۷ دسامبر ۱۹۴۲ - درگذشتهٔ ۴ مه ۱۹۸۷) خواننده و نوازندهٔ سازدهنی بلوز اهل آمریکا بود.
باتِرفیلد در جایگاه یکی از هنرمندان سفیدپوست موسیقی بلوز با درخشش دائمی، از شهرت جهانی برخوردار بود. او یکی از هنرمندانی بود که در وودستاک ۱۹۶۹ برنامه اجرا کردند.
باتِرفیلد نه‌تنها راهنمای دیگر هنرمندان سفیدپوست بلوز شد تا خلاقیت خودشان را-به جای تکرار سبک پیشینیان- بروز دهند، بلکه باعث ارتقاء جایگاه الکتریک شیکاگو بلوز نزد مخاطبان سفیدپوستی شد که تا پیش از آن فقط دلتا بلوز را موسیقی بلوز واقعی می‌دانستند.
او در سال‌های آغازین دههٔ ۱۹۶۰ میلادی گروهی با نام «دِ پال باتِرفیلد بلوز بَند» را بنیان گذاشت که تعدادی از اعضای آن مانند مایک بوم‌فیلد بعدها به هنرمندان سرشناس این سبک تبدیل شدند.
باتِرفیلد در ۴ مه ۱۹۸۷ در خانه‌اش در نورث هالیوود کالیفرنیا بر اثر سکتهٔ قلبی ناشی از اعتیاد به مواد مخدر و الکل درگذشت.